# Franz Siegmund
Franz Siegmund (9. dubna 1823 Liberec – 11. září 1900 Liberec) byl rakouský a český průmyslový podnikatel německé národnosti a politik, v 2. polovině 19. století poslanec Českého zemského sněmu a Říšské rady.

## Biografie
Pocházel z rozvětvené podnikatelské rodiny. Jeho otec Wilhelm Siegmund starší byl továrníkem, stejně jako strýc Franz Florian Siegmund nebo bratr Wilhelm Siegmund mladší. Franz Siegmund se okolo roku 1840 stal podílníkem v otcově textilní továrně v Liberci a Frýdlantu. Roku 1864 zcela podnik převzal do svého vedení a rozšířil ho. Angažoval se v hospodářském rozvoji Liberecka. V letech 1858–1869 byl viceprezidentem a pak v období let 1869–1882 po jednomyslném zvolení i prezidentem liberecké obchodní a živnostenské komory. Zasazoval se o výstavbu železniční trati z Liberce přes Frýdlant do Německa a společně s dalším regionálním velkopodnikatelem Johannem Liebiegem iniciovali zbudování trati Pardubice - Liberec, zasedal pak v její správní radě, stejně jako ve správních radách dalších železničních společností. Roku 1867 se podílel na založení pojišťovny Concordia a roku 1872 městské Liberecké banky. Měl také podíl na vzniku a provozu Společnosti libereckého pivovaru a sladovny ve Vratislavicích počátkem 70. let 19. století.
Angažoval se ve veřejném životě. Od konce 50. let do roku 1864 zasedal v obecním zastupitelstvu v Liberci. V 60. letech 19. století se zapojil i do zemské politiky. Roku 1864 byl dodatečně zvolen na Český zemský sněm. V řádných zemských volbách v lednu 1867 byl na Český zemský sněm zvolen v městské kurii (obvod Liberec). V krátce poté vypsaných zemských volbách v březnu 1867 v tomto obvodu mandát obhájil. Na mandát rezignoval před zářím 1869.
Později zasedal také v Říšské radě (celostátní zákonodárný sbor), kam byl zvolen ve volbách roku 1879 za kurii obchodních a živnostenských komor v Liberci. Rezignaci na mandát oznámil na schůzi 4. prosince 1883.
Profiloval se jako německý liberál (tzv. Ústavní strana). Na Říšské radě se v říjnu 1879 uvádí jako člen staroněmeckého Klubu liberálů (Club der Liberalen).
Zasedal v porotě pro Světovou výstavu ve Vídni roku 1873. V témže roce byl povýšen do šlechtického stavu.
Podnikáním se zabývali i jeho synové Franz Siegmund mladší a Ernst Siegmund.